# الميدالية العسكرية
الميدالية العسكرية (MM) (بالإنجليزية: Military Medal) هي وسام عسكري يُمنح لأفراد الجيش البريطاني والتقسيمات الأخرى في القوات المسلحة، وأفراد دول الكومنولث، دون رتبة الضابط، لشجاعتهم في المعركة على الأرض، تأسست الجائزة في عام 1916، ومُنحت إلى رتب أخرى بسبب "أعمال الشجاعة والتفاني في العمل تحت النيران"، تم إيقاف الجائزة في عام 1993، عندما تم استبدالها بالصليب العسكري، الذي تم تمديده ليشمل جميع الرتب العسكرية، في حين أنشأت دول الكومنولث أنظمة الجوائز الخاصة بها في فترة ما بعد الحرب.

## الاختلافات العكسية
مُنحت الميدالية بواحد من ستة تصاميم:

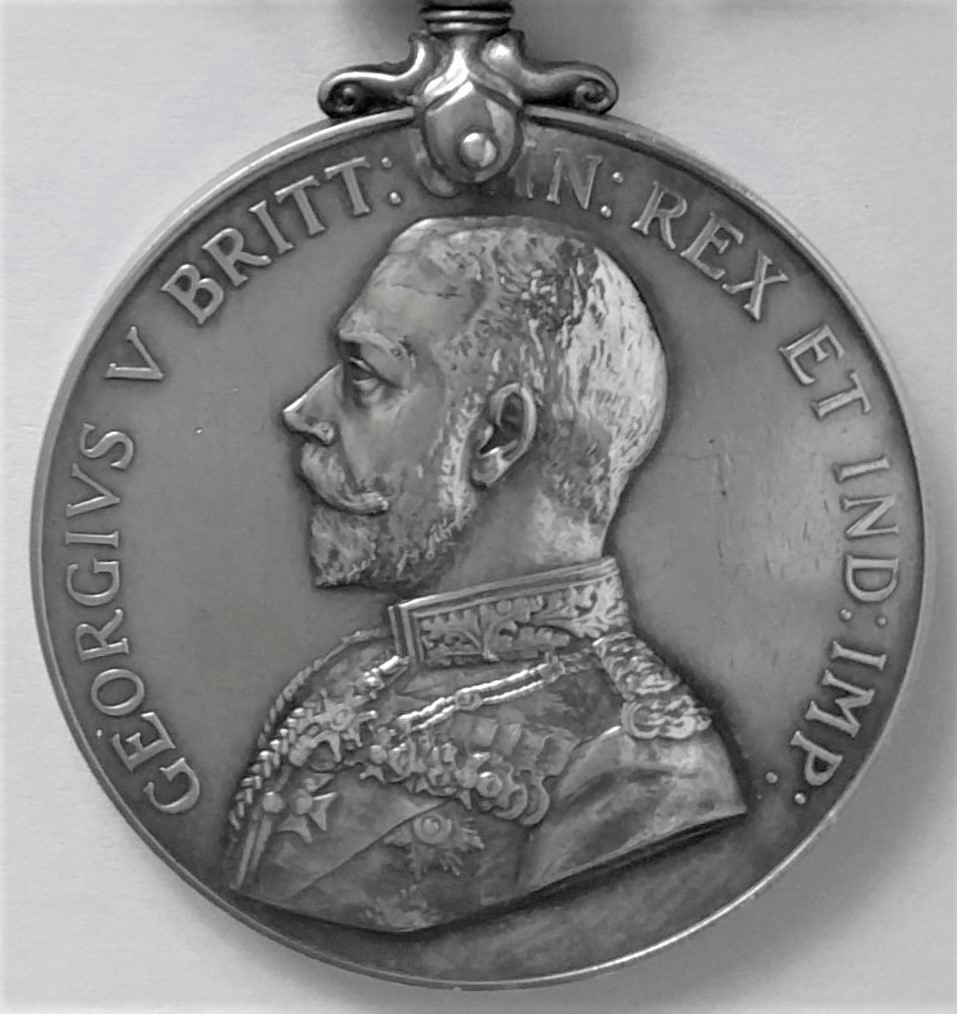
جورج الخامس (النوع الأول)؛ (1916-1930)
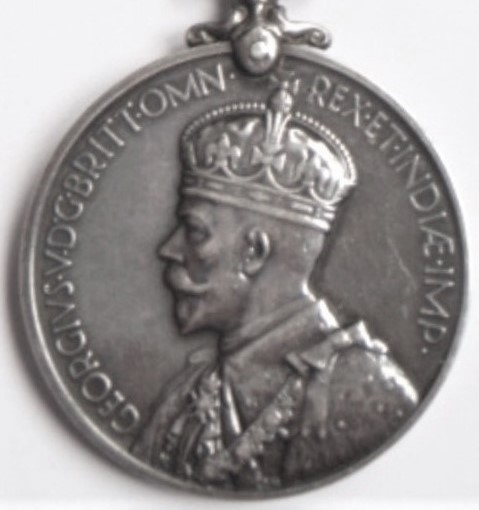
جورج الخامس (النوع الثاني)؛ (1930-1937)
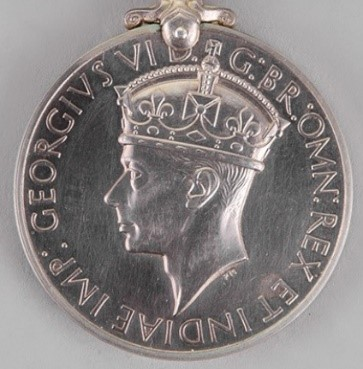
جورج السادس (النوع الأول) ؛ (1938-1948)
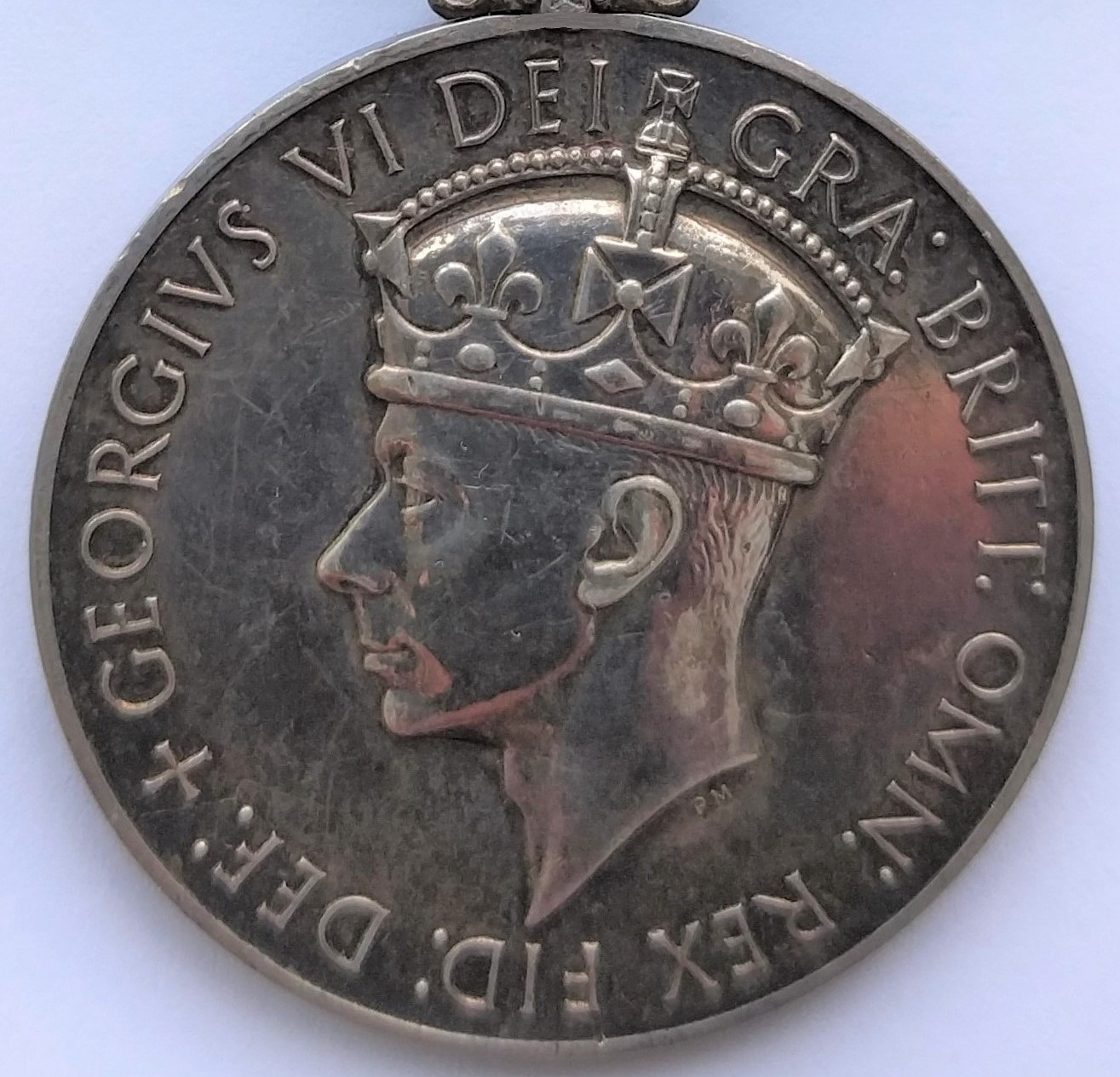
جورج السادس (النوع الثاني)؛ (1949–1952)
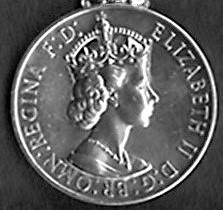
إليزابيث الثانية (النوع الأول) ؛ (1952-1958)
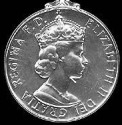
إليزابيث الثانية (النوع الثاني) ؛ (1958-1993)

## عدد الجوائز
بين عامي 1916 و1993 تم منح ما يقرب من 138،517 ميدالية.
| فترة                   | الأعوام   | ميداليات | الشريط الأول | الشريط الثاني | الشريط الثالث | الجوائز |
| ---------------------- | --------- | -------- | ------------ | ------------- | ------------- | ------- |
| الحرب العالمية الأولى  | 1916 - 20 | 115.589  | 5796         | 180           | 1             | 7930    |
| بين الحرب              | 1920–39   | 311      | 4            | -             | -             | -       |
| الحرب العالمية الثانية | 1939-1946 | 15،225   | 177          | 1             | -             | 660     |
| ما بعد الحرب           | 1947–93   | 1،044    | 8            | -             | -             | -       |
| المجموع                | 1916-1993 | 132169   | 5،985        | 181           | 1             | 8590    |

## الفائزون المختارون بالميدالية العسكرية

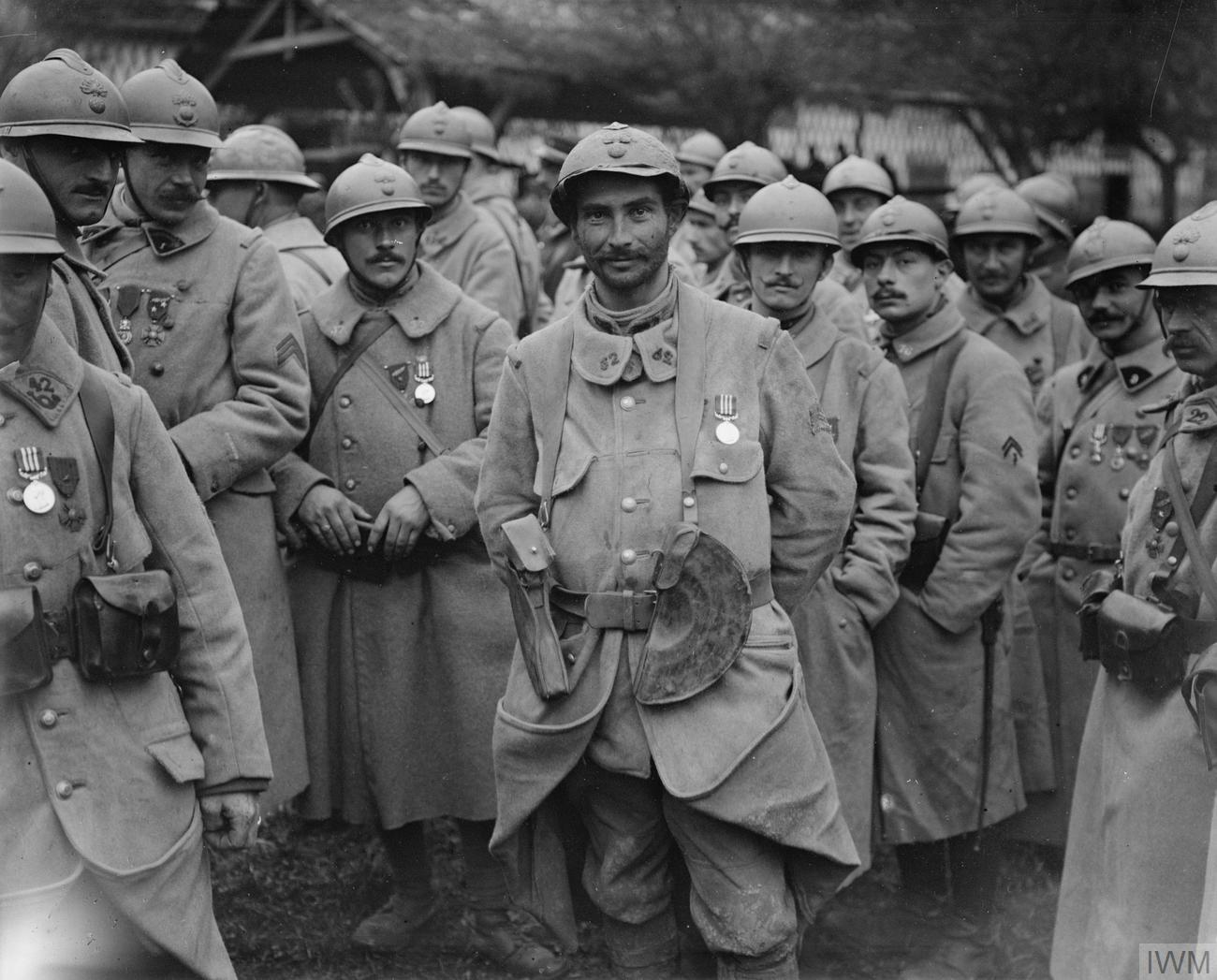
جنود فرنسيون، بعد حصولهم على الميدالية العسكرية، معركة السوم عام 1916

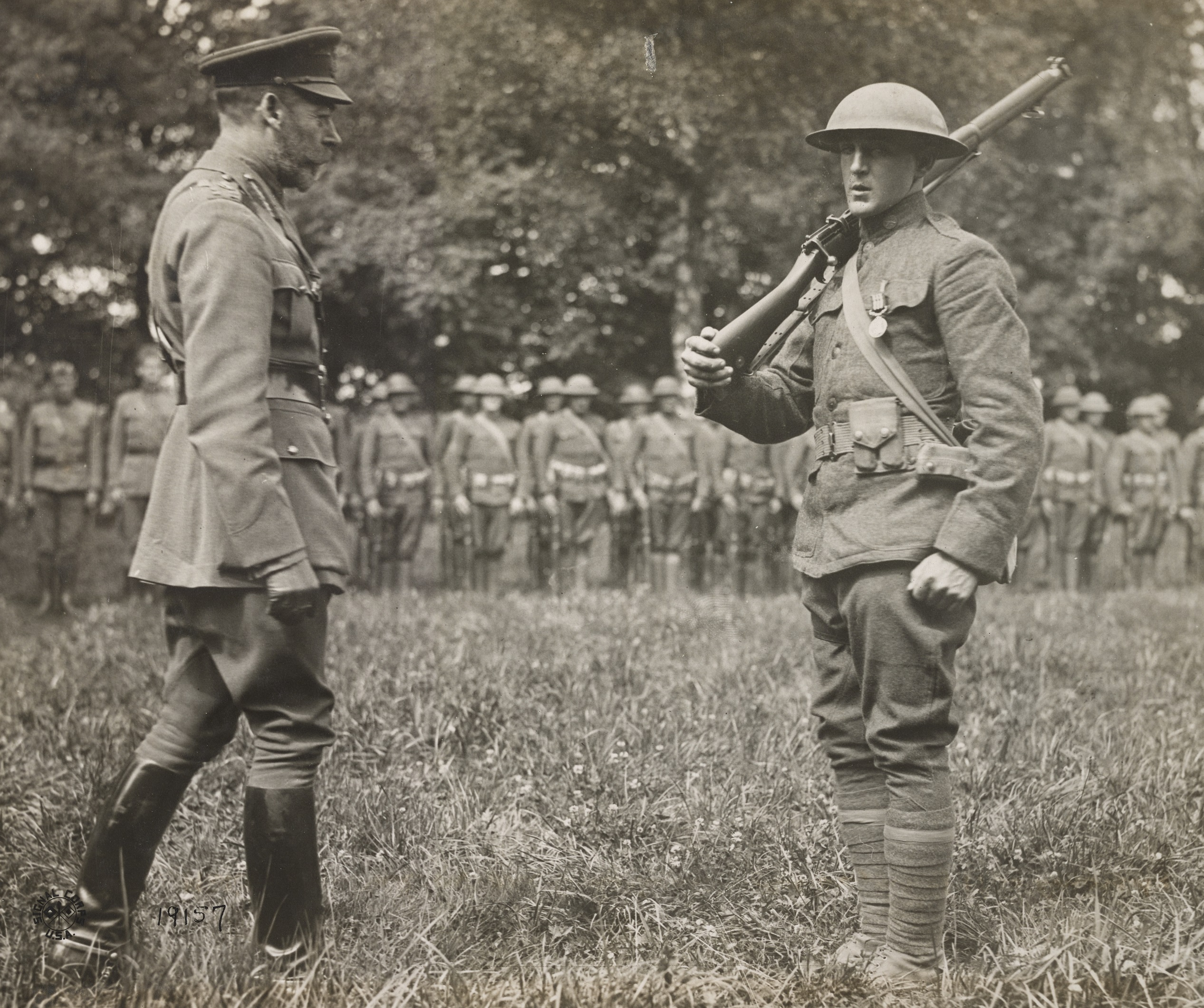
الملك جورج الخامس يزين جندي الجيش الأمريكي جيمس كروم بالميدالية العسكرية عام 1918

تم منح ما يقرب من 140 ألف شخص الميدالية العسكرية، لكن من بين الأكثر شهرة هم:

### الحرب العالمية الأولى
- بيلي بينيت، الممثل الكوميدي البريطاني.
- جو كاسيدي، لاعب كرة قدم اسكتلندي.
- فيبي تشابل، طبيبة أسترالية، أول طبيبة تحصل على الميدالية العسكرية.
- مايري تشيشولم، سائق سيارة إسعاف بريطاني متطوع.
- دوجلاس كلارك، لاعب كرة قدم ومصارع بريطاني.
- جاك كلوف، لاعب كرة قدم بريطاني.
- جاك كوك، لاعب كرة قدم بريطاني.
- ويليام كولتمان، الحائز على صليب فيكتوريا أيضًا، وكان ضابط الصف في الحرب العالمية الأولى.
- إرنست كوري، الشخص الوحيد الذي حصل على الجائزة أربع مرات.[6]
- دوروثي فيليندينج، أول امرأة تحصل على الجائزة.
- إلسي كنوكر، ممرضة بريطانية وسائقة سيارة إسعاف.
- نورمان مانلي، الوزير الأول السابق لجامايكا، رقيب في الجيش البريطاني خلال الحرب العالمية الأولى.
- حصل تشارلز رذرفورد على وسام الصليب العسكري والميدالية العسكرية وصليب فيكتوريا.
- حصل اللواء ورثينجتون على الميدالية العسكرية للأعمال بالقرب من معركة فيمي ريدج .

### الحرب العالمية الثانية
- جيوفري بينغهام، عالم لاهوت ومؤلف أسترالي.
- وليام هت، ممثل كندي.
- تومي برنس، أكثر جنود كندا حاصل على الأوسمة في الحرب العالمية الثانية، والذي حصل أيضًا على النجمة الفضية الأمريكية.
- بوب كوين، لاعب كرة القدم الأسترالي الرائد.
- ويلفريد سينشال، نيو برونزويك، كندا، محامي وسياسي.
- راندال سوينجلر، شاعر بريطاني.
- فيلي ثورنتون، لاعب كرة القدم الاسكتلندي.
- بيري غازي، أول جنوب أفريقي أسود يحصل على الميدالية العسكرية.

### بعد عام 1945
- إيان بيلي، فوج المظلة، للأعمال في حرب فوكلاند.
- جون ماكاليز، الخدمة الجوية البريطانية الخاصة، للخدمة في أيرلندا الشمالة عام 1987.
- آندي ماكناب ، الخدمة الجوية الخاصة، للخدمة في أيرلندا الشمالية عام 1979.
- كريس ريان، الخدمة الجوية الخاصة، دورية برافو تو زيرو، العراق 1991.
- آل سلاتر، خدمة جوية خاصة، للخدمة في أيرلندا الشمالية .